# Banua Sibohou I
Banua Sibohou I is een bestuurslaag in het regentschap Nias Utara van de provincie Noord-Sumatra, Indonesië. Banua Sibohou I telt 1634 inwoners (volkstelling 2010).